# Playboy Online
Playboy Online (o Playboy.com) es el segmento de negocio en internet de Playboy Enterprises.
Playboy Online no debe confundirse con Playboy Digital, que comenzó a producirse a finales de 2005 como una réplica electrónica de la revista impresa. El sitio web está disponible en línea desde 1994.

## Características
Playboy Online promociona sus pictoriales en línea.
- Wal-Mart
- McDonald's
- Olive Garden